# Niemijärvi (sjö i Satakunta, Finland)
Niemijärvi är en sjö i Finland. Den ligger i kommunen Siikais i landskapet Satakunta, i den sydvästra delen av landet, 250 km nordväst om huvudstaden Helsingfors. Niemijärvi ligger 40,7 meter över havet. Den ligger vid sjön Vähänsalonlahti. Arean är 93 hektar och strandlinjen är 10,29 kilometer lång. Sjön  ingår i Karvia å huvudavrinningsområde. 